# Rangaku

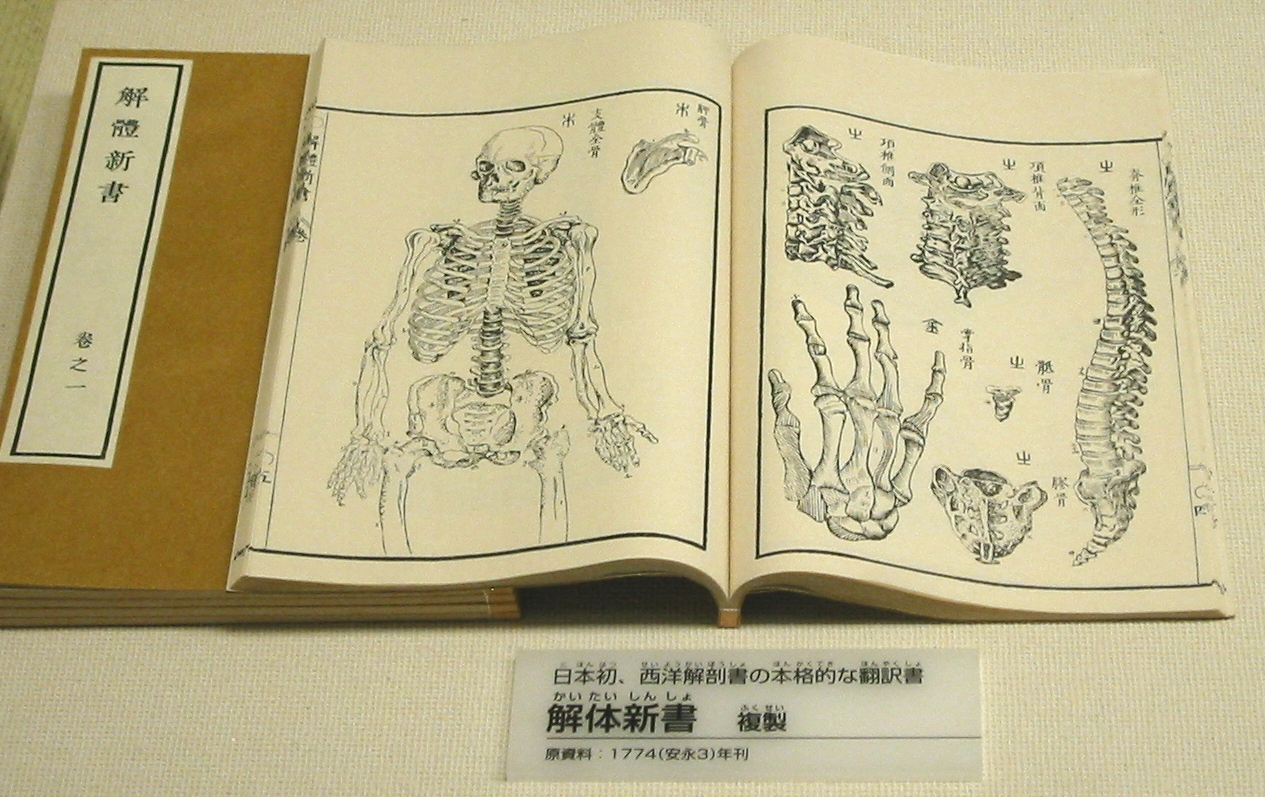
Primer tratado de anatomía occidental en Japón, publicado en 1774, un ejemplo de "Rangaku".

El Rangaku (蘭学 "aprendizaje holandés"?,  y por extensión "aprendizaje occidental") fue un "corpus" de conocimiento desarrollado en Japón mediante el seguimiento y vigilancia estrecha de los holandeses tolerados en el asentamiento de Dejima, en Nagasaki. Fue el método mediante el cual Japón se mantuvo al corriente de la tecnología y medicina occidentales, durante el periodo de su historia en el que estuvo cerrado a los extranjeros, entre 1641 y 1853, debido a la política de aislamiento nacional del shogun Tokugawa (sakoku).
Los comerciantes holandeses de Dejima fueron los únicos extranjeros tolerados durante este periodo, y sus movimientos eran cuidadosamente observados y estrictamente controlados. 
Entre los personajes poseedores del conocimiento rangaku destacan:
- Arai Hakuseki, autor de Sairan Igen, primera geografía publicada en Japón en cinco volúmenes en 1713. Esta utilizaba como fuente documental el mapamundi conocido como Kunyu Wanguo Quantu ("Un mapa de la mirada de países del mundo"), de Matteo Ricci. Hakuseki fue también autor de Seiyō Kibun, estudio en tres volúmenes de la cultura occidental, publicado en 1882 con información proporcionada por Giovanni Battista Sidotti.
- Hanaoka Seishū, primer cirujano que usó anestesia general.
- Itō Keisuke, autor de Taisei Honzō Meiso ("Taxonomía de las plantas occidentales"), publicado en 1829.
- Kawamoto Kōmin, autor de Ensei Kikijutsu ("Extrañas máquinas del lejano oeste"), tratado de mecánica publicado en 1854.
- Ogata Kōan, autor de Byōgaku Tsūron ("Introducción a la patología"), primer tratado japonés sobre patología.
- Ōkuma Shigenobu, fundador de la Universidad de Waseda.
- Ono Ranzan, traductor al japonés del Cruydeboeck de Rembert Dodoens.
- Ōshima Takatō, ingeniero que fabricó el primer cañón de estilo occidental en Japón.
- Sugita Genpaku, autor de Kaitai Shinsho, primera traducción al japonés de una anatomía, publicada en cuatro volúmenes en 1774 por Suharaya Ichibee.
- Takano Chōei, autor de Fundamentos de medicina occidental, publicado en 1832.
- Takeda Ayasaburō, arquitecto del Castillo Goryōkaku, diseñado según la traza italiana desarrollada por Vauban.
- Yoshio Kōsaku, traductor oficial para la Compañía Neerlandesa de las Indias Orientales en Nagasaki.

El Rangaku quedó obsoleto cuando Japón se abrió al mundo exterior en el período Bakumatsu, entre 1853 y 1867. Los estudiantes viajaban al extranjero, y empleados de otros países (o-yatoi gaikokujin) acudieron a Japón a enseñar y asesorar en un gran número, conduciendo al país a una modernización sin precedentes.